# Bellinzona
Bellinzona ⓘ (italienisch [belinˈtsona], im lombardischen Dialekt der Umgebung einfach Bórgh [bork] ‹Stadt›; deutsch heute selten Bellenz; französisch Bellinzone, früher auch Bellence; rätoromanisch Blizunaⓘ, lateinisch Bilitio) ist eine politische Gemeinde im Kreis und Bezirk Bellinzona sowie Hauptort des italienischsprachigen Kantons Tessin in der Schweiz. Mit seinen rund 45'000 Einwohnern ist Bellinzona nach Lugano die zweitgrösste Stadt des Kantons. Die Einwohner werden Bellenzer genannt, italienisch Bellinzonesi.
In Bellinzona hat das Bundesstrafgericht seinen Sitz.

## Geographie
Bellinzona liegt in der Talebene östlich des Flusses Tessin am Fuss des Gotthardmassivs nahe der Grenze von Sopraceneri (nördliches Tessin) und Sottoceneri (Südtessin). Aus der mit der Magadinoebene direkt verbundenen Ebene ragen Felsen heraus, die in der letzten Eiszeit geformt wurden; sie bestehen überwiegend aus Gneis. Der Burgfelsen war der wesentliche Anlass für die Errichtung einer Festung an dieser Stelle.
Nachbargemeinden sind Arbedo-Castione, Lumino, San Vittore, Roveredo, Riviera, Sant’Antonino, Cugnasco-Gerra, Verzasca und Isone sowie ferner auf italienischem Territorium Cavargna, San Nazzaro Val Cavargna und Gravedona ed Uniti.
Östlich oberhalb von Bellinzona liegen die Ruinen der verlassenen Siedlung von Prada (Bellinzona).

### Klima
Für die Normalperiode 1991 bis 2020 beträgt die Jahresmitteltemperatur 11,9 °C, wobei im Januar mit 1,5 °C die kältesten und im Juli mit 21,9 °C die wärmsten Monatsmitteltemperaturen gemessen werden. Im Mittel sind hier rund 91 Frosttage und in zwei von drei Jahren ein Eistag zu erwarten. Sommertage gibt es im Jahresmittel rund 87, während normalerweise 17 Hitzetage zu verzeichnen sind.
Die Messstation des Bundesamtes für Meteorologie und Klimatologie (MeteoSchweiz) befindet sich in der Gemeinde Cadenazzo, auf 203 m ü. M., ca. 8 Kilometer südwestlich des Stadtzentrums von Bellinzona (Luftlinie).
|                        | Jan  | Feb  | Mär  | Apr  | Mai  | Jun  | Jul  | Aug  | Sep  | Okt  | Nov  | Dez  |   |       |
| Mittl. Temperatur (°C) | 1,5  | 3,6  | 8,4  | 12,3 | 16,3 | 20,1 | 21,9 | 21,1 | 16,9 | 11,9 | 6,4  | 1,8  | ⌀ | 11,9  |
| Mittl. Tagesmax. (°C)  | 6,7  | 9,3  | 14,3 | 17,9 | 21,8 | 25,8 | 28,0 | 27,3 | 22,6 | 17,0 | 11,2 | 6,9  | ⌀ | 17,4  |
| Mittl. Tagesmin. (°C)  | −2,8 | −1,7 | 2,0  | 5,8  | 10,3 | 14,1 | 15,6 | 15,4 | 11,6 | 7,1  | 2,0  | −2,4 | ⌀ | 6,5   |
|                        |      |      |      |      |      |      |      |      |      |      |      |      |   |       |
| Niederschlag (mm)      | 72   | 62   | 87   | 158  | 197  | 178  | 156  | 194  | 196  | 202  | 214  | 90   | Σ | 1806  |
|                        |      |      |      |      |      |      |      |      |      |      |      |      |   |       |
| Sonnenstunden (h/d)    | 3,6  | 5,1  | 6,3  | 6,3  | 6,7  | 8,0  | 8,7  | 8,0  | 6,4  | 4,7  | 3,2  | 2,6  | ⌀ | 5,8   |
|                        |      |      |      |      |      |      |      |      |      |      |      |      |   |       |
| Regentage (d)          | 5,3  | 4,5  | 6,3  | 9,6  | 11,9 | 10,6 | 9,1  | 10,3 | 8,5  | 9,4  | 9,5  | 6,2  | Σ | 101,2 |
|                        |      |      |      |      |      |      |      |      |      |      |      |      |   |       |
| Luftfeuchtigkeit (%)   | 77   | 70   | 63   | 65   | 69   | 70   | 69   | 73   | 76   | 81   | 80   | 79   | ⌀ | 72,7  |

| −2,8 |

| −1,7 |

| 2,0 |

| 5,8 |

| 10,3 |

| 14,1 |

| 15,6 |

| 15,4 |

| 11,6 |

| 7,1 |

| 2,0 |

| −2,4 |

| −2,8 |

| −1,7 |

| 2,0 |

| 5,8 |

| 10,3 |

| 14,1 |

| 15,6 |

| 15,4 |

| 11,6 |

| 7,1 |

| 2,0 |

| −2,4 |

## Geschichte

### Ortsname

Historisches Luftbild von Walter Mittelholzer (1919)

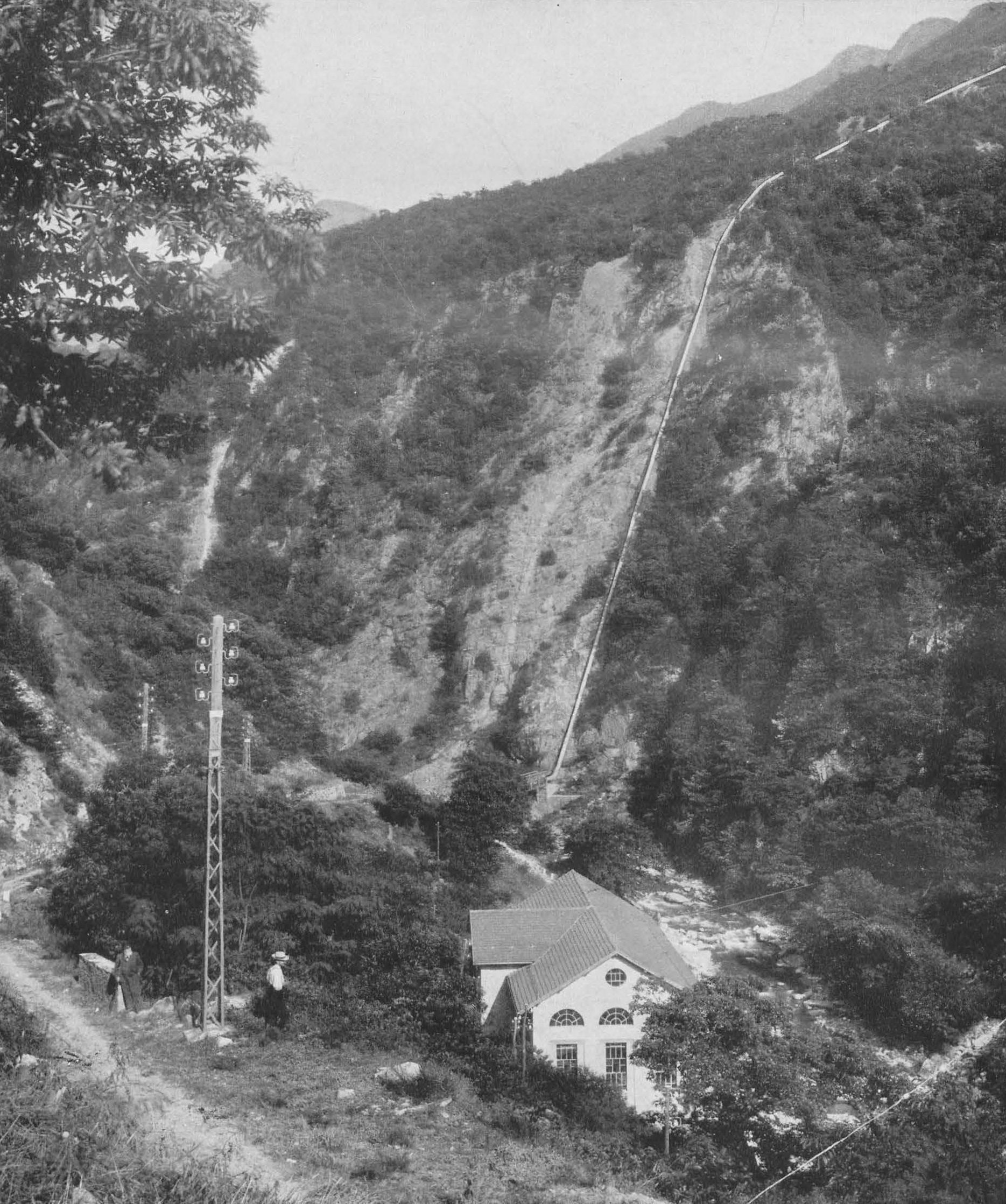
Maschinenhaus des Kraftwerks Morobbia in Giubiasco

Bellinzona wird erstmals 590 als ad Bilitionem erwähnt, danach als Bellitiona, Belizona, Berinzona, Beliciona, Birrinzona und 1168 Birizona. Die Bedeutung ist nicht restlos geklärt; am ehesten liegt dem Ortsnamen ein Personenname Belitius oder Bellitio zugrunde.

### Ereignisgeschichte
Der Ort war als Schlüssel zu den Pässen St. Gotthard, Lukmanier und San Bernardino von grosser strategischer Bedeutung. Archäologen vermuten, dass die Stadt seit 4000 Jahren bewohnt wird. Die Siedlungen aus der Jungsteinzeit, so wird vermutet, befanden sich auf dem Hang, wo heute das Castelgrande steht. Dieser Ort war leicht zu verteidigen und gesichert vor Hochwasser des Tessin. Seit dem 1. Jahrhundert vor Christus gehörte der Ort zum Römischen Reich. Dieses baute die Festung auf dem Hang weiter aus. Im fünften Jahrhundert gelangten die Langobarden aus dem Süden in die Stadt und bauten auf dem Hang des heutigen Castelgrande eine erste, grössere Befestigungsanlage. 590 wurde die Stadt von den Franken angegriffen und bei dieser Gelegenheit erstmals schriftlich erwähnt. Im 11. und 12. Jahrhundert wurden die vermutlichen Holzpalisaden durch Steinmauern ersetzt.
Giovanni Visconti und Luchino Visconti belagerten 1340 die Stadt zwei Monate lang und eroberten sie schliesslich; sie war schon damals dank dem Gotthardpass ein wichtiger Handelsort. 1291 gründete sich die Eidgenossenschaft und wurde immer mächtiger. Die Herzöge von Mailand wollten die Stadt nicht verlieren und rüsteten sie deshalb stark auf. So entstanden als Verteidigungslinie gegen Norden die drei Burgen, von West nach Ost das Castelgrande, Castello di Montebello und Castello di Sasso Corbaro. 1499 griff Ludwig XII. von Frankreich mit seinen Truppen Bellinzona an und nahm es in Besitz. Die Einwohner verkauften die Stadt heimlich an die Eidgenossen. Im Ewigen Frieden von 1516 gab Frankreich die Stadt an die Schweizer ab. Dennoch versuchte Frankreich immer wieder, sie zurückzukaufen, was die Eidgenossen ablehnten. 1803, mit der Gründung des Kantons Tessin, bei der Vereinigung des Kantons Lugano mit dem Kanton Bellinzona, gingen die drei gut befestigten Burgen um Bellinzona in den Besitz des Kantons über.
Nachdem im neuen Kanton vorerst wechselweise Bellinzona, Locarno und Lugano Hauptstädte gewesen waren, wurde Bellinzona 1878 definitiver Sitz von Kantonsregierung und -parlament.
Im Jahre 1907 wurden die bislang selbständigen Gemeinden Carasso, Daro und Ravecchia nach Bellinzona eingemeindet. Am 2. April 2017 folgten die benachbarten Gemeinden Camorino, Claro, Giubiasco, Gnosca, Gorduno, Gudo, Moleno, Monte Carasso, Pianezzo, Preonzo, Sant’Antonio und Sementina. Die Gemeinden Arbedo-Castione, Cadenazzo, Lumino und Sant’Antonino lehnten die Fusion ab. Die Fläche der politischen Gemeinde vergrösserte sich damit im Jahr 2017 von 19,1 auf 164,96 Quadratkilometer, und die Einwohnerzahl erhöhte sich von knapp 19'000 auf über 42'000.

### Energieversorgung
Nach Faido, Lugano und Airolo war Bellinzona der vierte Ort im Tessin mit einer Stromversorgung. Das Kraftwerk im Valle di Gorduno ging am 1. Februar 1891 in Betrieb und lieferte hauptsächlich Strom für die öffentliche Beleuchtung. Die Idee einer Gasbeleuchtung wurde aufgegeben. Das bestehende Kraftwerk mit einer Leistung von 400 PS genügte bald nicht mehr zur Deckung des zusätzlichen Energiebedarfs von Privatpersonen und Industrie, darunter die 1891 eröffnete Unterhaltswerkstatt Officina Bellinzona der Gotthardbahn. Nach der Bewertung mehrerer Projekte beschloss die Stadt 1898, das Kraftwerk Morobbia zu bauen, das 1903 in Betrieb ging. Die Anlage wurde mehrfach erweitert und hatte 1947 eine Leistung von 7000 PS (5,2 MW). Anfangs der 1970er-Jahre wurde die Anlage erweitert und mit einem Wochenspeicher in der Form des Lago di Carmena versehen. 2018 hatte das Kraftwerk eine Leistung von 15 MW und konnte damit ein Fünftel des Strombedarfs der Stadt decken.

## Politik
Die Legislative bildet der Consiglio comunale (Gemeindeparlament) mit 60 Mitgliedern. Bei den letzten sechs Wahlen erzielten die Parteien folgende Sitzzahlen:
| Partei                               | 2004     | 2008    | 2012     | 2017     | 2021      | 2024     | Sitzverteilung 2024                                                                                                 |
| ------------------------------------ | -------- | ------- | -------- | -------- | --------- | -------- | --- |
| FDP                                  | 20       | 15      | 16       | 22       | 20        | 19       | Insgesamt 60 Sitze - MPS: 2 - Grüne: 3 - SP-PC: 13 - ATL-Più Donne: 2 - Mitte: 10 - FDP: 19 - Noce: 2 - Lega-SVP: 9 |
| SP                                   | 14       | 10      | 13       | 13       | 13        | 13       | Insgesamt 60 Sitze - MPS: 2 - Grüne: 3 - SP-PC: 13 - ATL-Più Donne: 2 - Mitte: 10 - FDP: 19 - Noce: 2 - Lega-SVP: 9 |
| Lega                                 | 4        | 4       | 5        | 9        | 10        | 9        | Insgesamt 60 Sitze - MPS: 2 - Grüne: 3 - SP-PC: 13 - ATL-Più Donne: 2 - Mitte: 10 - FDP: 19 - Noce: 2 - Lega-SVP: 9 |
| Die Mitte                            | 10       | 9       | 9        | 12       | 10        | 10       | Insgesamt 60 Sitze - MPS: 2 - Grüne: 3 - SP-PC: 13 - ATL-Più Donne: 2 - Mitte: 10 - FDP: 19 - Noce: 2 - Lega-SVP: 9 |
| Grüne                                | –        | 3       | 3        | 2        | 6         | 3        | Insgesamt 60 Sitze - MPS: 2 - Grüne: 3 - SP-PC: 13 - ATL-Più Donne: 2 - Mitte: 10 - FDP: 19 - Noce: 2 - Lega-SVP: 9 |
| Avanti con Ticino&Lavoro / Più Donne | –        | –       | –        | –        | 1         | 2        | Insgesamt 60 Sitze - MPS: 2 - Grüne: 3 - SP-PC: 13 - ATL-Più Donne: 2 - Mitte: 10 - FDP: 19 - Noce: 2 - Lega-SVP: 9 |
| MPS / POP                            | –        | –       | –        | 2        | mit Grüne | 2        | Insgesamt 60 Sitze - MPS: 2 - Grüne: 3 - SP-PC: 13 - ATL-Più Donne: 2 - Mitte: 10 - FDP: 19 - Noce: 2 - Lega-SVP: 9 |
| SVP                                  | mit Lega | 1       | mit Lega | mit Lega | mit Lega  | mit Lega | Insgesamt 60 Sitze - MPS: 2 - Grüne: 3 - SP-PC: 13 - ATL-Più Donne: 2 - Mitte: 10 - FDP: 19 - Noce: 2 - Lega-SVP: 9 |
| PC                                   | –        | –       | mit SP   | mit SP   | mit SP    | mit SP   | Insgesamt 60 Sitze - MPS: 2 - Grüne: 3 - SP-PC: 13 - ATL-Più Donne: 2 - Mitte: 10 - FDP: 19 - Noce: 2 - Lega-SVP: 9 |
| GLP                                  | –        | –       | –        | –        | mit CVP   | –        | Insgesamt 60 Sitze - MPS: 2 - Grüne: 3 - SP-PC: 13 - ATL-Più Donne: 2 - Mitte: 10 - FDP: 19 - Noce: 2 - Lega-SVP: 9 |
| Il Noce                              | –        | 7       | 3        | mit Lega | –         | 2        | Insgesamt 60 Sitze - MPS: 2 - Grüne: 3 - SP-PC: 13 - ATL-Più Donne: 2 - Mitte: 10 - FDP: 19 - Noce: 2 - Lega-SVP: 9 |
| Bellinzona vivibile                  | 2        | mit GPS | 1        | –        | –         | –        | Insgesamt 60 Sitze - MPS: 2 - Grüne: 3 - SP-PC: 13 - ATL-Più Donne: 2 - Mitte: 10 - FDP: 19 - Noce: 2 - Lega-SVP: 9 |
| Insieme per Bellinzona               | –        | 1       | –        | –        | –         | –        | Insgesamt 60 Sitze - MPS: 2 - Grüne: 3 - SP-PC: 13 - ATL-Più Donne: 2 - Mitte: 10 - FDP: 19 - Noce: 2 - Lega-SVP: 9 |
| Total                                | 50       | 50      | 50       | 60       | 60        | 60       | |

Die Exekutive bildet der Municipio, bestehend aus sieben Mitgliedern und zwei Ersatzmitgliedern. Er setzt sich nach den Gemeindewahlen vom 14. April 2024 folgendermassen zusammen: 3 FDP, 2 Vereinigte Linke, 1 Die Mitte und 1 Lega. Sindaco (Stadtpräsident) ist Mario Branda (SP).
Bei den Schweizer Parlamentswahlen 2023 betrugen die Wähleranteile in Bellinzona: FDP 25,5 %, Die Mitte 16,5 %, SP 15,1 %, SVP 12,0 %, Lega 10,7 %, Grüne 9,5 %, glp 1,2 %.
Bellinzona bildet nach wie vor eine eigenständige Bürgergemeinde.

## Bevölkerung
Beim letzten Zensus (Volkszählung) im Jahr 2000 hatte die Stadt 16'463 Einwohner. Davon sprachen 14'392 Italienisch, gefolgt von 590 Deutschsprechenden. 30,6 % waren 2000 ausländischer Herkunft, die meisten davon kamen aus Italien. Die Bellenzer italienischer Muttersprache sprechen teilweise Ticinese, die Tessiner Varietät des Lombardischen.
Die Agglomeration von Bellinzona hatte 2005 48'300 Einwohner in 16 Gemeinden (zwölf dieser Gemeinden wurden 2017 nach Bellinzona eingemeindet). Bellinzona und seine Agglomeration sind Teil der Metropolregion Tessin, zu der unter anderem Lugano und Locarno gehören und die etwa 325'000 Einwohner hat.
Einwohnerzahlen: Volkszählungsdaten
Zahlen ab 1910 inkl. Carasso, Daro und Ravecchia (Fusion mit Bellinzona: 1907)
Zahlen ab 2020 inkl. Camorino, Claro, Giubiasco, Gnosca, Gorduno, Gudo, Moleno, Monte Carasso, Pianezzo, Preonzo, Sant’Antonio und Sementina (Fusion mit Bellinzona: 2. April 2017)

## Verkehr

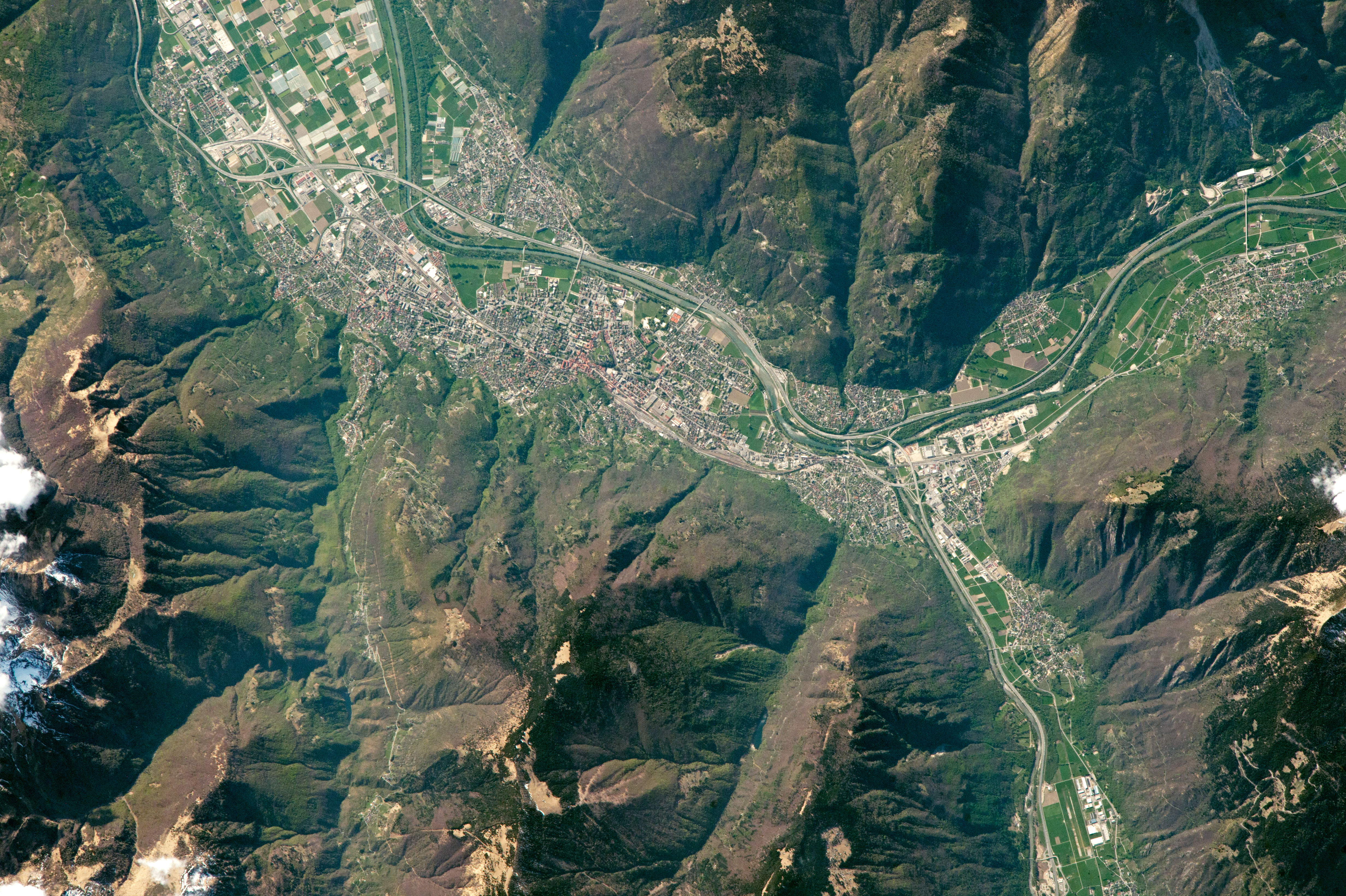
Bellinzona von der ISS, 2017: Die Autobahn A2 verläuft durch Bellinzona grossteils parallel zum Ticino; die Autobahn A13 zweigt nach Osten ab.

Bellinzona ist ein Verkehrsknotenpunkt. Von hier sind die Alpenpässe Gotthard, Lukmanier, San Bernardino und Nufenen erreichbar.
Die Stadt liegt an der Autobahn A2 (Basel–Gotthard–Bellinzona–Lugano–Chiasso). Die Autobahn A13 (St. Margrethen–Chur–San Bernardino–Bellinzona) endet hier. Die Hauptstrassen 2 und 13 kreuzen sich in Bellinzona.
Die Gotthardbahn von Luzern beziehungsweise Zürich führt über den Bahnhof Bellinzona nach Chiasso.

### Öffentlicher Verkehr
In Bellinzona und Umgebung werden sechs Ortsbus- sowie neun Postautolinien betrieben.

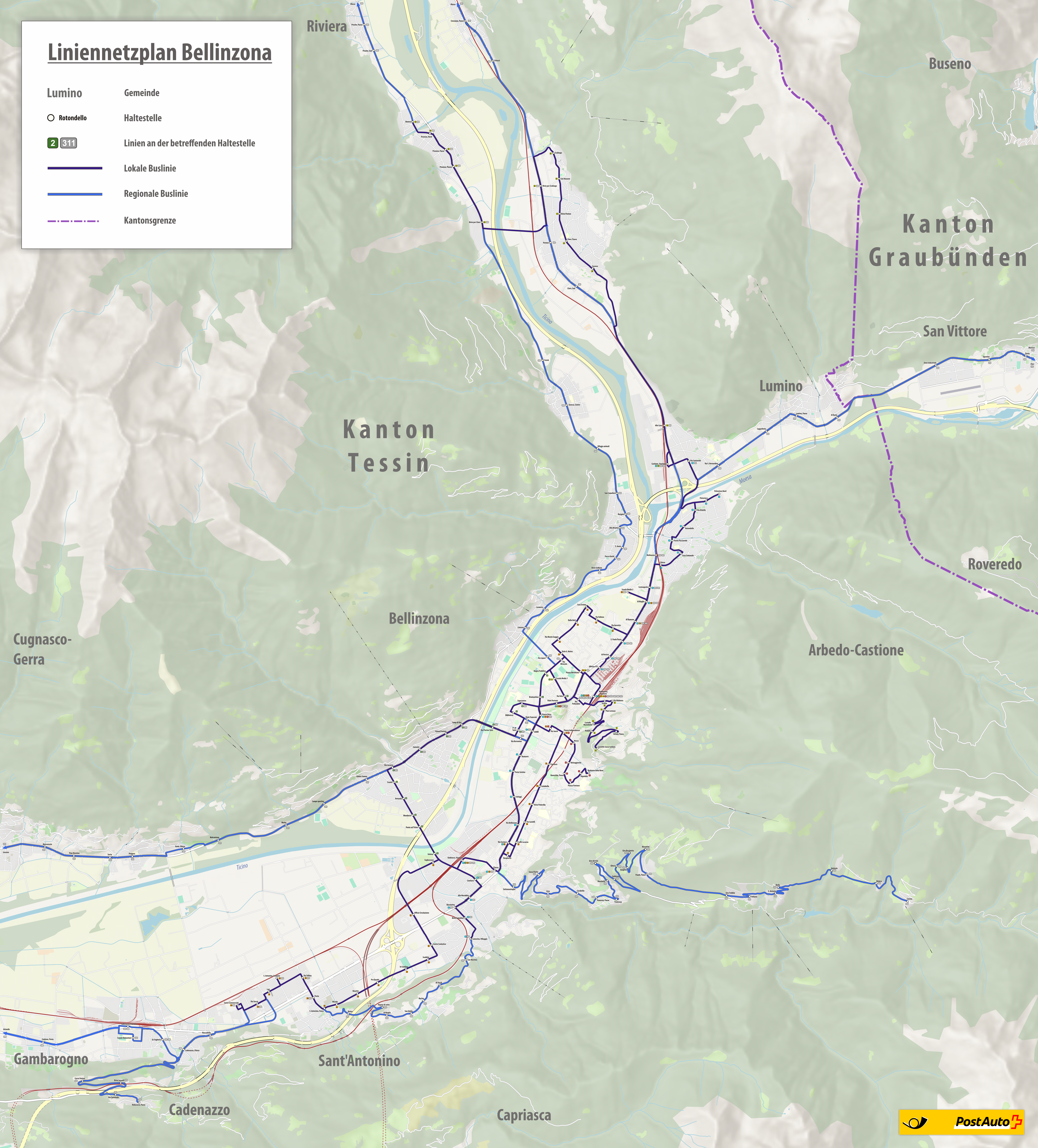
Liniennetzplan Bellinzona

| Betreiber | Linie | Strecke                                                        | Haltestellen |
| --------- | ----- | -------------------------------------------------------------- | ------------ |
| Ortsbus   | 1     | Camorino, Villaggio – Castione, Stazione                       | 32           |
| Ortsbus   | 2     | Bellinzona, Stazione – Giubiasco, Stazione                     | 20           |
| Ortsbus   | 3     | Sant’Antonino, Centri Commerciali – Bellinzona, Scuola Media 2 | 40           |
| Ortsbus   | 4     | Bellinzona, Stazione – Bellinzona, Castello Sasso Corbaro      | 10           |
| Ortsbus   | 5     | Bellinzona, Stazione – Ravecchia, Madonna della Neve           | 12           |
| Ortsbus   | 8     | Castione, Stazione – Bellinzona, Moleno                        | 13           |
| Postauto  | 171   | Bellinzona, Stazione – Chur, Postautostation                   |              |
| Postauto  | 212   | Camorino, Villaggio – Bellinzona, Carena                       | 23           |
| Postauto  | 213   | Sant’Antonino, Stazione – Giubiasco, Stazione                  | 16           |
| Postauto  | 214   | Bellinzona, Stazione – Mesocco, Stazione                       |              |
| Postauto  | 221   | Bellinzona, Stazione – Biasca, Stazione                        |              |
| Postauto  | 222   | Bellinzona, Espocentro – Biasca, Stazione                      |              |
| Postauto  | 231   | Cadenazzo, Stazione – Cadenazzo, Robasacco                     | 7            |
| Postauto  | 311   | Bellinzona, Stazione – Locarno, Rotonda                        | 47           |
| Postauto  | 350   | Cadenazzo, Stazione – Sant’Antonino, Centri Commerciali        | 8            |

## Wirtschaft
Die lokale Industrie basiert vor allem auf dem Maschinenbau. Die Società Bancaria Ticinese hat ihren Sitz in Bellinzona. Hauptarbeitgeber sind die Schweizerischen Bundesbahnen (SBB).

## Sehenswürdigkeiten

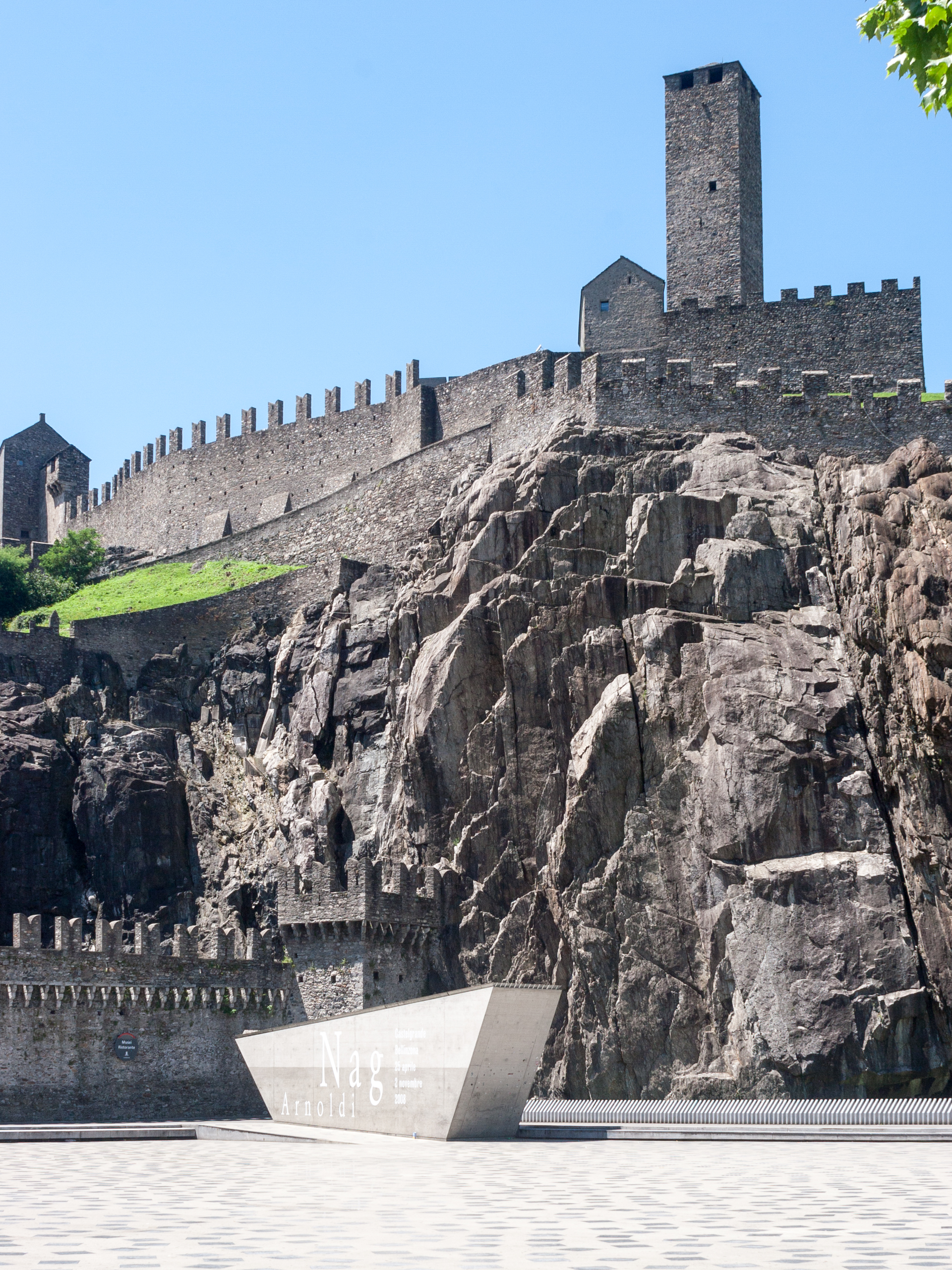
Castelgrande in Bellinzona

Das Stadtbild Bellinzonas ist im Inventar der schützenswerten Ortsbilder der Schweiz (ISOS) als schützenswertes Ortsbild der Schweiz von nationaler Bedeutung eingestuft.
Befestigungsanlagen und Burgen
Der Gesamtkomplex der Burgen von Bellinzona, der erhaltenen Teile der Stadtmauer sowie der Murata, die das Tal des Tessins abriegelte, bildet eines der bedeutendsten Beispiele von Wehrarchitektur in der Schweiz. Seit dem Jahr 2000 zählen sie zum Weltkulturerbe der UNESCO. Die heutige Anlage, deren Ursprünge auf einen spätantiken Kern zurückgehen, ist in der Hauptsache das Resultat der Bautätigkeit der Herzöge von Mailand im 15. Jahrhundert.
- Der Hügel von Castelgrande war schon in prähistorischer Zeit besiedelt. Die heutige Bauten stammen aus der Zeit von 1250 bis 1500. 1981–1991 wurden unter dem Architekten Aurelio Galfetti spätere Einbauten entfernt beziehungsweise durch zeitgenössische Strukturen ersetzt.[32][33]
- Der Kern des Castello di Montebello stammt aus dem späten 13. Jahrhundert und wurde womöglich von der Familie Rusca erbaut. Der Ausbau zur heutigen Burg erfolgte im Wesentlichen im 15. und 16. Jahrhundert.[34][35]
- Das Castello di Sasso Corbaro wurde 1478/1482 anstelle eines Wehrturms erbaut.[36][37]

Piazza Collegiata
Der heutige Platz hat sein Aussehen im 17. Jahrhundert bekommen.
- Mit dem heutigen Bau der Stiftskirche Santi Pietro e Stefano wurde 1515 angefangen. Der Turm stammt von 1567/1573, die Fassadenverkleidung von 1640/54, Chorerweiterungen fanden zwischen 1684 und 1785 statt, und das heutige Aussehen der monumentalen Treppenanlagen datiert aus dem 19. Jahrhundert. Die dreiachsige Renaissancefassade wurde im Barock vervollständigt, das Hauptportal stammt von 1640.[39][40]
- Das ehemalige Haus des Erzpriesters Chicherio ist ein Palazzo von 1722/1725. Die mit schmiedeeisernen Geländern geschmückten Balkone sind im Stil des Rokokos; die Dekorationsmalerei stammt von etwa 1903.[41]
- Die ehemalige Casa Bruni ist ein Palazzo aus dem 18. Jahrhundert. Die heute zu sehenden Dekorationsmalereien in barockisierendem Stil weisen Jugendstilelemente auf.[41]
- Die ehemalige Casa Carlo Chicherio ist ein herrschaftlicher Palazzo aus dem 18. Jahrhundert, mit Rokokoportal.[41]

Piazza Nosetto
Der Platz bildet seit Alters den Mittelpunkt des Ortes.
- Die Arkadengänge gehen auf das 16. und 17. Jahrhundert zurück; die dazugehörigen Häuser sind zum Teil jüngere Bauten aus dem 18. Jahrhundert.[43]
- Der Palazzo Communale (Rathaus) wurde 1921–1926 anstelle des spätmittelalterlichen Rathauses erbaut. Der rechteckige Grundriss, der Loggienhof und der hohe Turm orientieren sich am Typus des italienischen mittelalterlichen Rathauses. Der Bau wie auch die reiche Innenausstattung des Gemeinde- und Bürgersaales drücken die Wertschätzung der lokalen Materialien und der traditionellen Handwerkstechniken aus.[44]

Piazza Governo

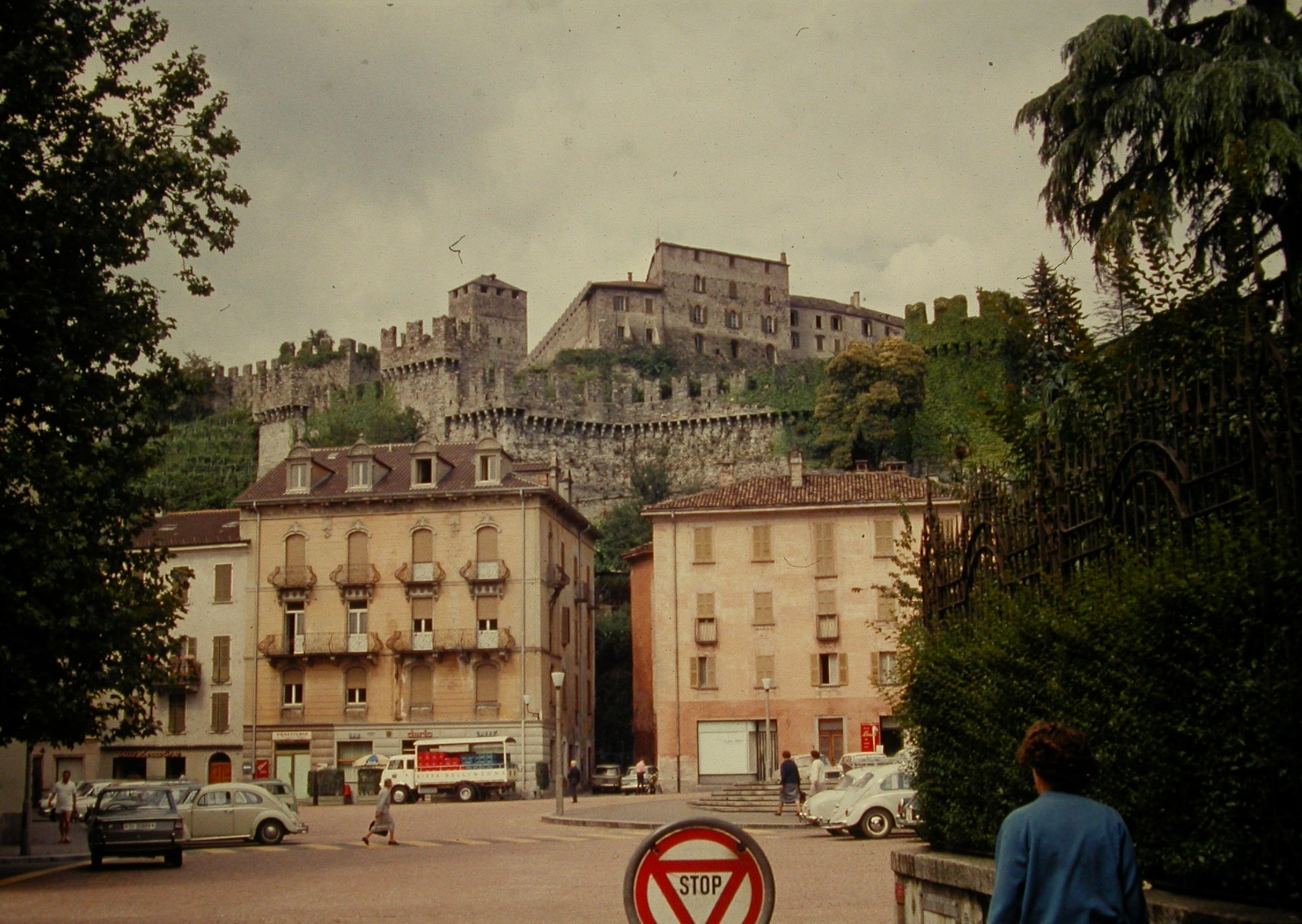
Piazza Governo, 1966

Im 19. Jahrhundert angelegter Platz.
- Der Palazzo del Governo wurde 1738–1743 als Ursulinenkloster errichtet, 1851 zum dreiflügligen Regierungsgebäude umgebaut und später auf der vierten Seite mittels eines klassizistischen Flügels geschlossen; 1950 folgte ein moderner Erweiterungsbau. Der Gebäudekomplex ist der Sitz des Staatsrates und des Grossen Rates des Kantons Tessins.[45]
- Das 1847 erbaute Teatro Sociale gehört zu den bedeutendsten Baudenkmälern des Spätklassizismus und ist eines der seltenen Beispiele eines Theaters «all’italiana» in der Schweiz.[46]

Piazza Indipendenza
Platz im Gepräge des 19. Jahrhunderts.
- Verschiedene in Anlehnung an klassizistische Formen erbaute oder umgebaute Gebäude säumen den Platz. In der Platzmitte steht das Unabhängigkeitsdenkmal von 1903, der an die Errichtung des heutigen Kantons 1803 erinnert.[47]
- Der heutige Bau der Kirche San Rocco stammt von 1478 und wurde 1926/1928 tiefgreifend renoviert.[48]

Ausserhalb der Altstadt
- Die im Süden der Stadt liegende, ursprünglich zu einem Franziskanerkloster gehörende Kirche Santa Maria delle Grazie enthält Renaissancefresken lombardischer Schule, die zu den bedeutendsten im Kanton Tessin zählen (um 1510).[49][50]
- Die im Norden der Stadt liegende, ursprünglich zu einem Augustinerstift gehörende Kirche Santi Giovanni Battista ed Evangelista ist ein 1760–1772 errichteter, stattlicher klassizistischer Bau.[51]
- Die einschiffige Dorfkirche von Daro, Santi Quirico e Giulitta, ist ein 1446 errichteter, 1532/1537 um einen Turm ergänzter und im 18.–20. Jahrhundert umgebauter Baukomplex. Im Gewölbe des Chors raffinierte Stuckaturen aus dem 18. Jahrhundert.[52]
- Die dreischiffige Dorfkirche von Ravecchia, San Biagio, ist ein spätgotischer Bau, der noch Elemente des romanischen Vorgängerbaus inkorporiert und bedeutende Fresken aus dem 14./15. Jahrhundert enthält.[53][54]

### Denkmäler
Als Kantonshauptstadt hat Bellinzona eine relativ hohe Denkmaldichte.
- Das Unabhängigkeitsdenkmal wurde 1903 auf der Piazza Indipendenza errichtet und erinnert an die erste Tessiner Verfassung und die Gründung des Kantons Tessin im Jahre 1803. Die Pläne für den 13,5 Meter hohen Obelisken stammten vom Zürcher Architekten Armand Neukomm. Am Sockel sind vier allegorische Bronzereliefs von Natale Albisetti eingelassen.
- Das Tessiner Soldatendenkmal an der Via Dogana wurde in zwei Etappen 1920 und 1948 von Apollonio Pessina erschaffen. Es erinnert an die Tessiner Soldaten, die während des Ersten und Zweiten Weltkriegs im Aktivdienst gestorben sind.
- Das Rinaldo-Simen-Denkmal auf der Piazza Rinaldo Simen wurde 1923 nach langer Planungszeit eingeweiht. Es ist ein Werk von Giuseppe Foglia und erinnert an den bedeutenden Politiker und Journalisten Rinaldo Simen.
- Das Denkmal für die Opfer des Eisenbahnunfalls von Bellinzona auf dem Piazzale Benigno Antognini wurde 1927, drei Jahre nach dem Unfall mit 15 Toten, eingeweiht. Es ist ein Werk von Giuseppe Chiattone.
- Das Giuseppe-Motta-Denkmal für den umstrittenen Bundesrat Giuseppe Motta wurde bereits 1942/43 projektiert und sollte ursprünglich in der Bundesstadt Bern zu stehen kommen. Nach zahlreichen Kontroversen wurde es schliesslich 1957 beim Bahnhof Bellinzona aufgestellt. Die vier Meter hohe Granitskulptur wurde von Remo Rossi geschaffen.

## Kultur und Forschung

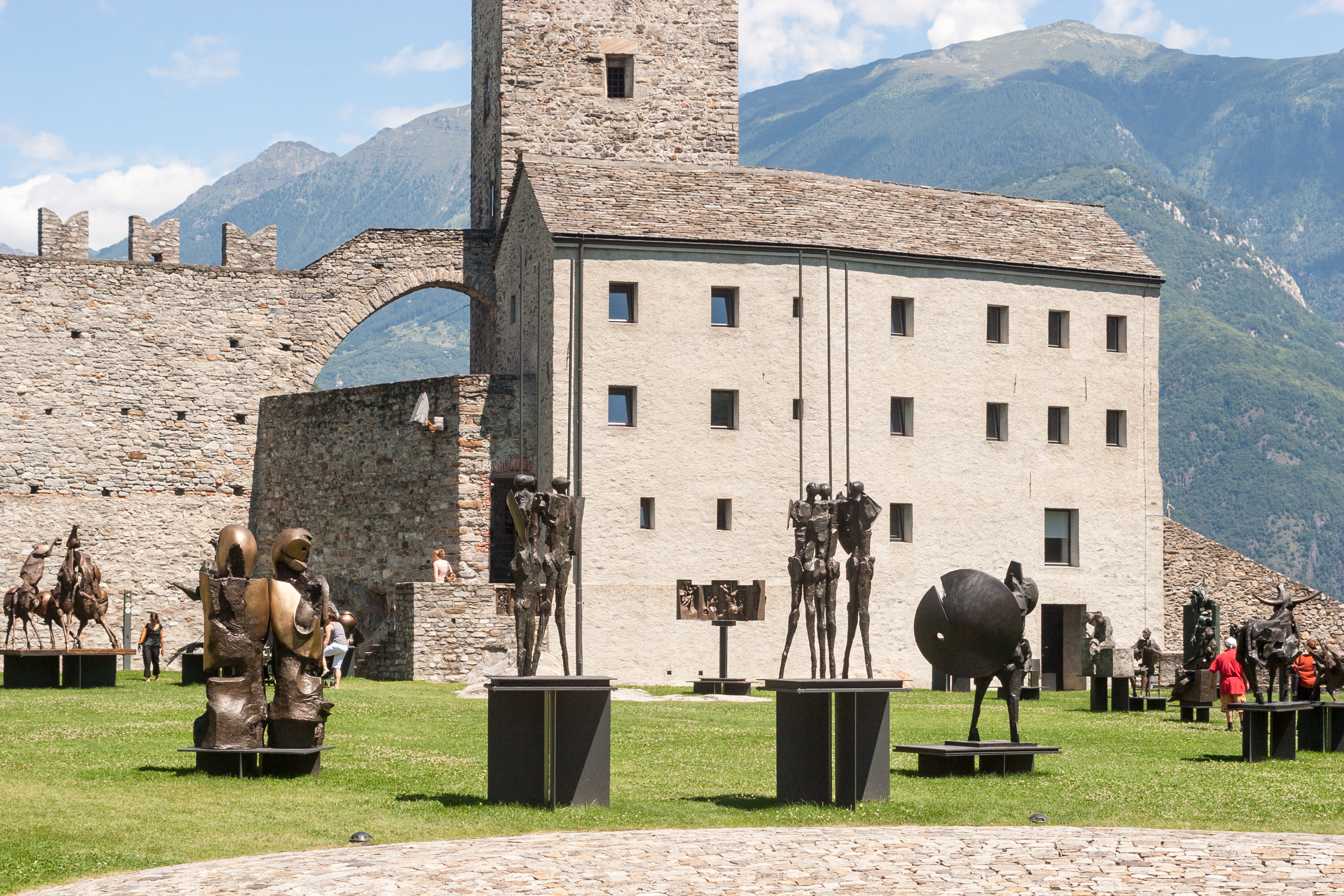
Skulpturen des Tessiner Bildhauers Nag Arnoldi im Hof des Castelgrande

### Institutionen
- Castelli di Bellinzona. Patrimonio dell’umanità UNESCO[55]
- Museo Villa dei Cedri[56]
- Tessiner Staatsarchiv[57]
- Biblioteca cantonale und Sistema bibliotecario ticinese[58]
- Repertorio toponomastico ticinese (RTT)[59]
- Centro di dialettologia e di etnografia[60]
- Osservatorio culturale del Cantone Ticino[61]
- Istituto Oncologico della Svizzera Italiana (IOSI)[62]
- Istituto di Ricerca in Biomedicina (IRB)[63]
- Das Teatro Sociale wurde 1847 eingeweiht.[64]
- Das Museo in Erba für Kinder[65]
- MACT/CACT Arte Contemporanea Ticino[66]
- ABCD Associazione bellinzonese cine-video dilettanti[67]
- Associazione Amici dell’organo Antegnati[68]

### Festivals
- Seit 1989 findet im Juli das Piazza Blues Festival statt. Dieses hat sich mit jährlich rund 30'000 Besuchern und zahlreichen namhaften internationalen Musikern zu einem bedeutenden europäischen Blues-Festival entwickelt: Bellinzona Blues Sessions
- Bellinzona ist auch bekannt für seinen Karneval, 150 Jahre alt, genannt Rabadan. Er zieht alljährlich Tausende von Menschen aus dem ganzen Kanton und der Schweiz an; die Stadt bleibt für sechs Tage des Feierns in den Händen des «Königs». Laut Tradition entstand der Karneval in Bellinzona im Jahre 1862, der Begriff Rabadan (lombardisch für «Lärm», aber auch «Mann in schlechtem Zustand») tauchte jedoch erst 1874 auf. Ebenfalls in Bellinzona, im Jahre 1958, wurde die erste Tessiner Guggenmusik gegründet: die Ciod Stonaa. Eine Guggen ist eine Kapelle, die während des Karnevals auftritt und deren Musiker (oft improvisiert) maskiert sind. Diese Tradition stammt aus dem Süden Deutschlands und aus der deutschsprachigen Schweiz.
- La Spada nella Rocca[69]
- Bellinzona Beatles Days 2019[70]

## Sport
Der erfolgreichste Fussballverein der Stadt ist die AC Bellinzona, die in der Saison 1947/48 Schweizer Meister wurde und 1962, 1969 und 2008 im Finale des Schweizer Cups stand. Die Mannschaft spielt derzeit in der Challenge League und trägt ihre Heimspiele im 5000 Plätze fassenden Stadio Comunale aus. Ebenfalls in Bellinzona beheimatet sind die Amateurvereine AC Ravecchia, AC Codeborgo-Artore, FC Pedemonte, US Semine, AS La Turrita und US Pro Daro.
Der Eishockeyclub GDT Bellinzona Snakes spielt seit 2016 in der Swiss League und trägt seine Heimspiele im Centro Sportivo di Bellinzona aus.
Der Tessiner Turnverband (Associazione Cantonale Ticinese di Ginnastica) wurde in Bellinzona gegründet und hat seinen Sitz an der Via Francesco Chiesa 4.

## Galerie

Historisches Luftbild Bellinzonas von Werner Friedli (1964)
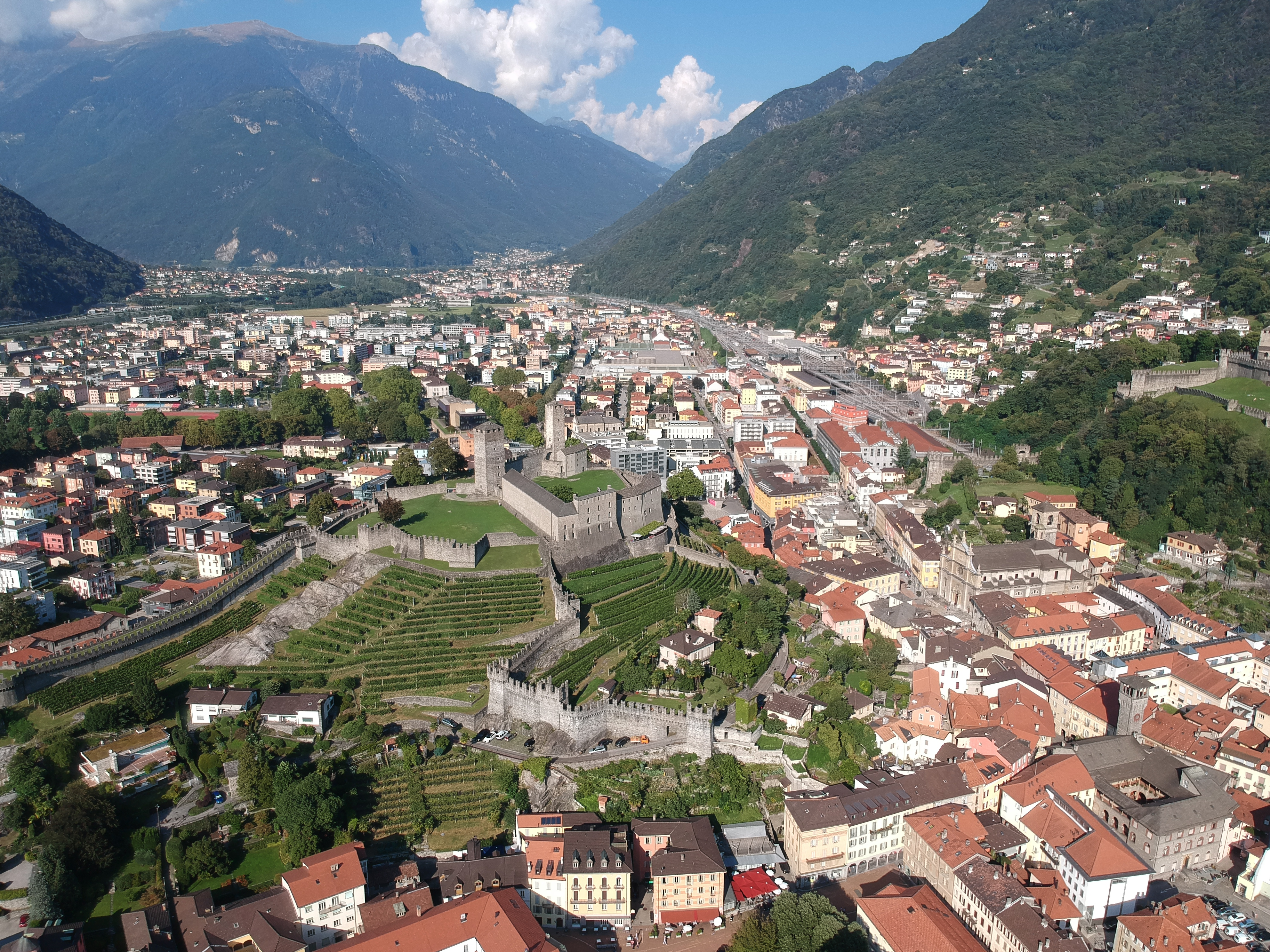
Blick auf Castelgrande und Stadtzentrum
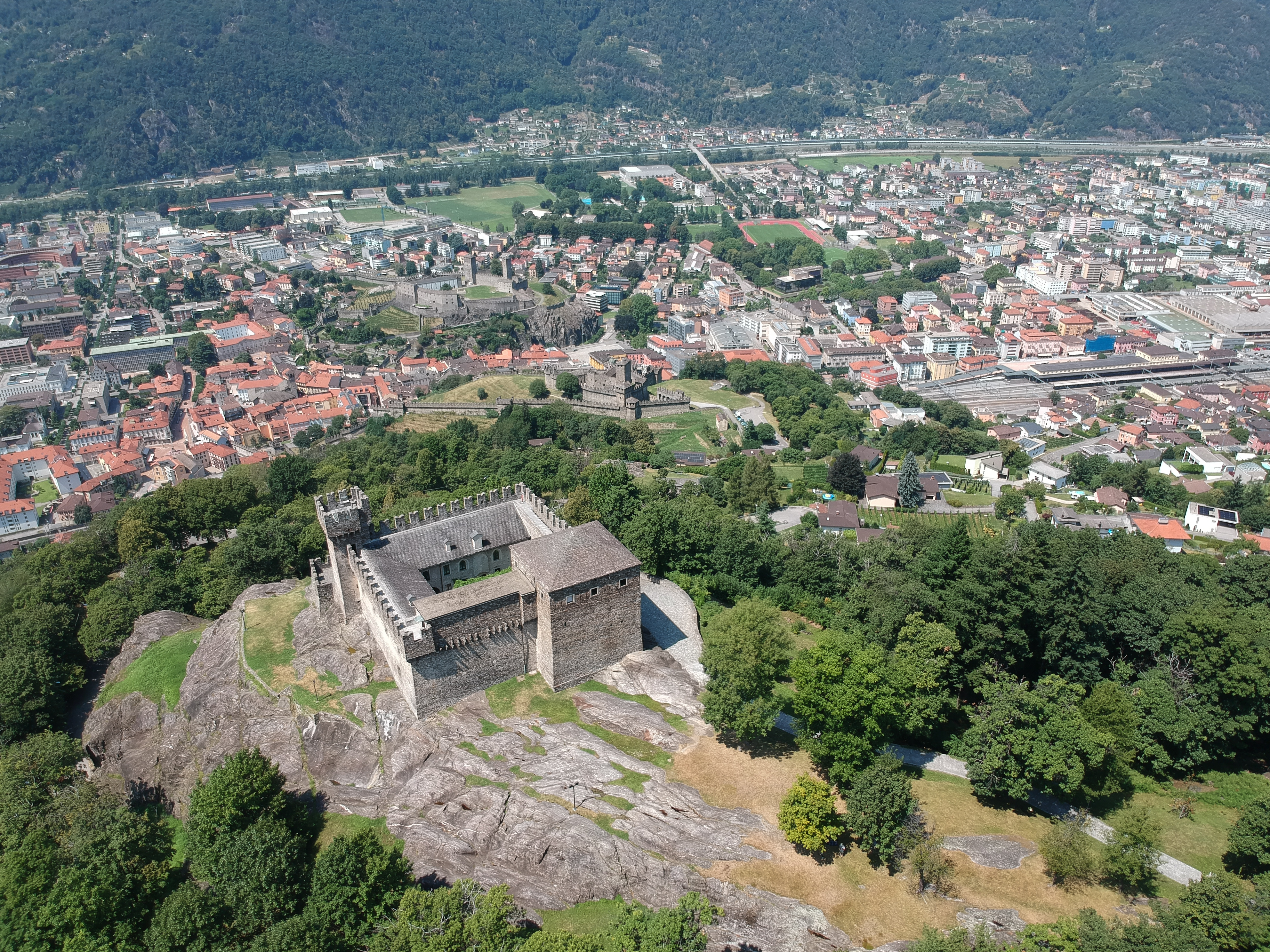
Blick auf Sasso Corbaro
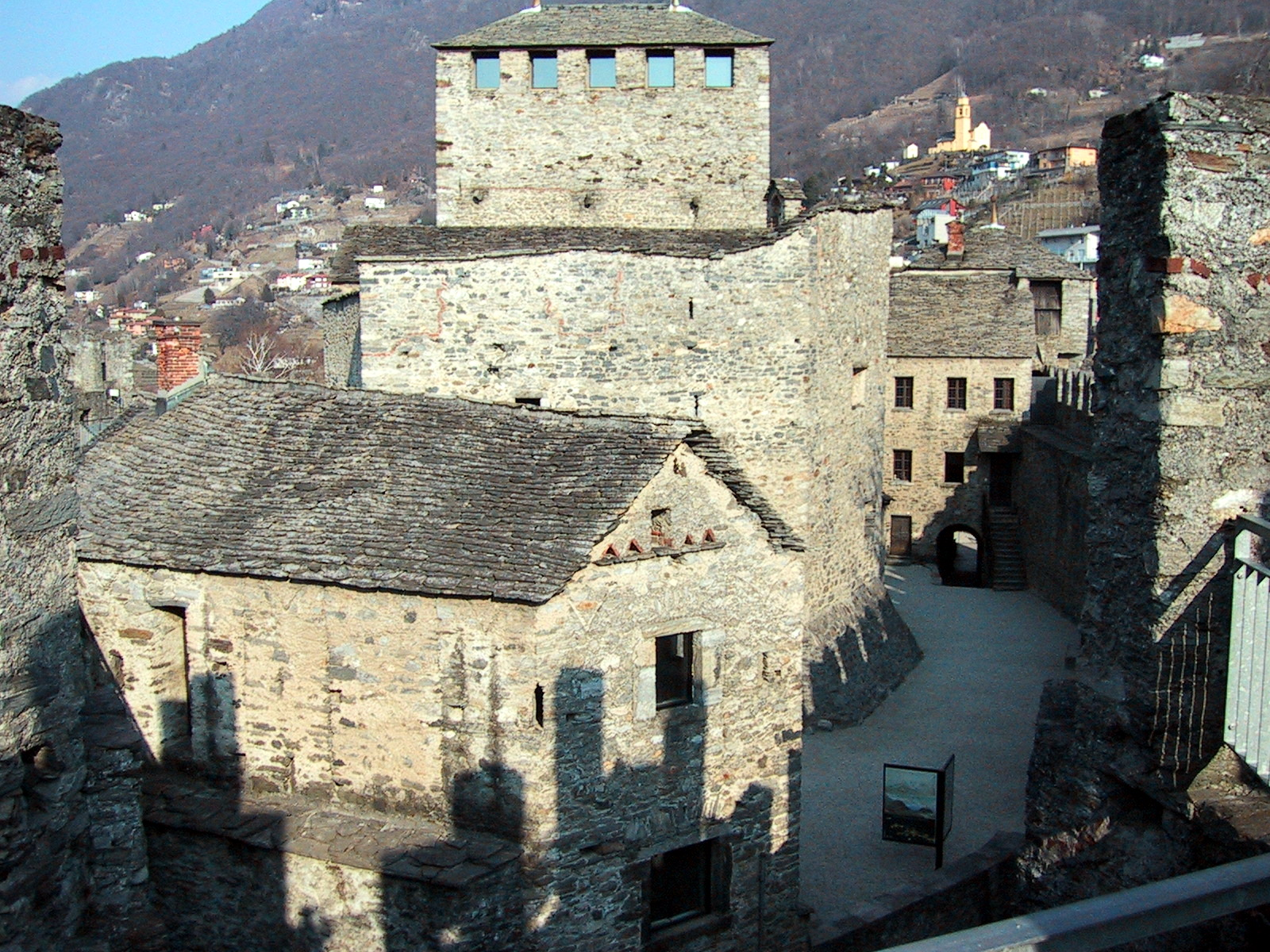
Kernanlage von Montebello
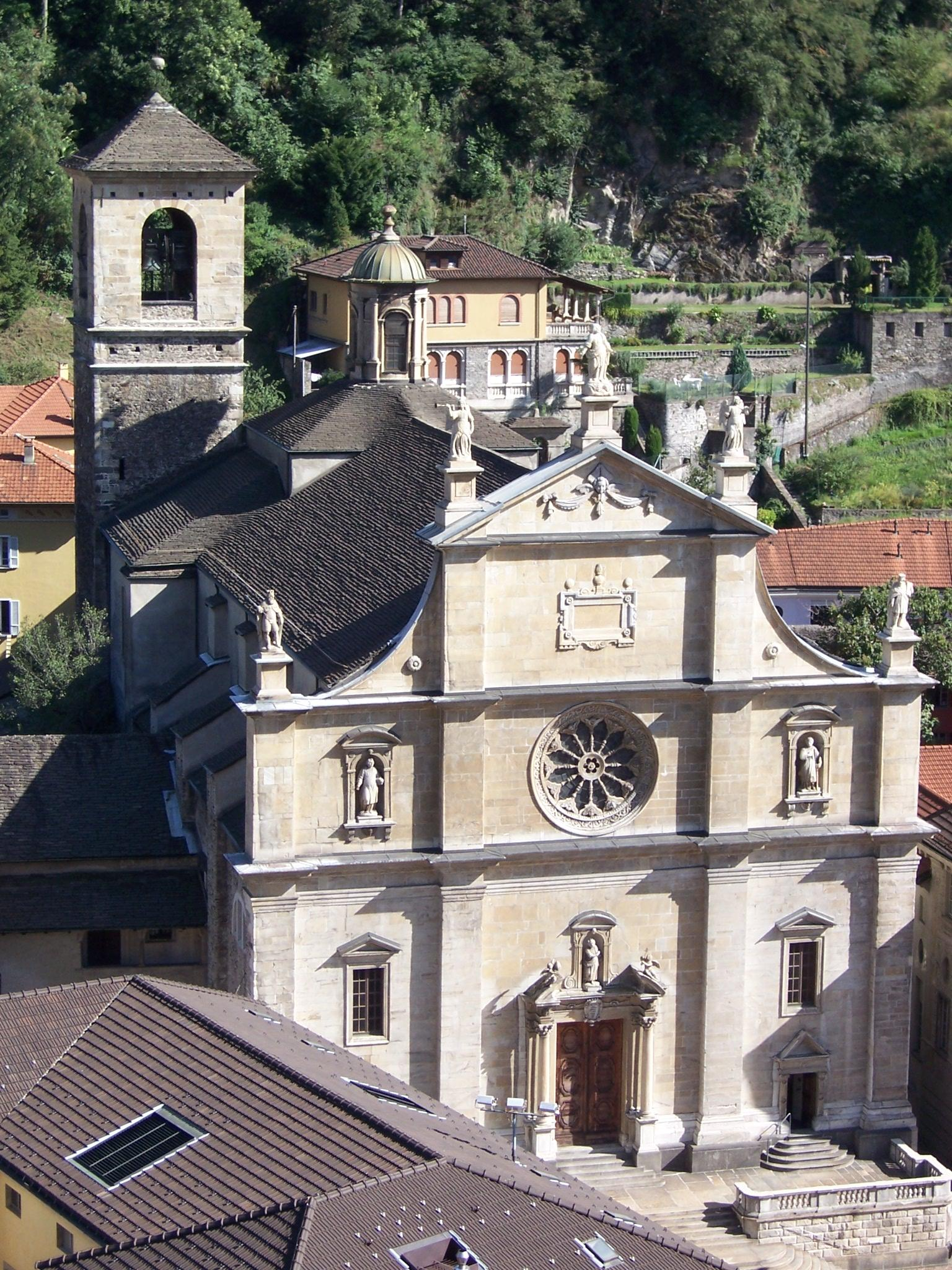
Blick auf die Kirche Collegiata SS. Pietro und Stefano vom Castelgrande

### Geschichte
- Martin Peter Schindler, Giuseppe Chiesi: Bellinzona (Gemeinde). In: Historisches Lexikon der Schweiz.  16. Dezember 2022.
- Giuseppe Chiesi, Pablo Crivelli: Bellinzona (Pieve, Vogtei, Bezirk). In: Historisches Lexikon der Schweiz.  5. April 2017.
- Giuseppe Chiesi: Ravecchia. In: Historisches Lexikon der Schweiz.  18. August 2010.
- Plinio Grossi: Un’altra città. Bellinzona com’era. Armando Dadò, Locarno 1990.
- Celestino Trezzini: Bellinzona. In: Historisch-Biographisches Lexikon der Schweiz, Band 2: Basel – Berikon. Attinger, Neuenburg 1924, S. 88–92 (Digitalisat).

### Kunstgeschichte
- Kunstführer durch die Schweiz. Hrsg. von der Gesellschaft für Schweizerische Kunstgeschichte. Band 2. GSK, Bern 2005, ISBN 3-906131-96-3, S. 461–484.
- Simona Martinoli u. a.: Guida d’arte della Svizzera italiana. Hrsg. von der Gesellschaft für Schweizerische Kunstgeschichte. Edizioni Casagrande, Bellinzona 2007, ISBN 978-88-7713-482-0.
- Werner Meyer: Die Burgen von Bellinzona (= Schweizerische Kunstführer. Band 551/552). GKS, Bern 1994, ISBN 3-85782-551-0.
- Andreas Hauser: Bellinzona. In: Gesellschaft für Schweizerische Kunstgeschichte (Hrsg.): INSA Inventar der neueren Schweizer Architektur 1850–1920. Band 2. GSK, Bern 1986, ISBN 3-280-01716-5, S. 243–345, doi:10.5169/seals-3533 (italienisch, 103 S. 132 Abb., e-periodica.ch – Übersetzt von Letizia Schubiger-Serandrei, Floriana Vismara-Bernasconi).